# Mount Dowling
Mount Dowling är ett berg i Antarktis. Det ligger i Västantarktis. Inget land gör anspråk på området. Toppen på Mount Dowling är 136 meter över havet.
Terrängen runt Mount Dowling är varierad, och sluttar söderut. Trakten är obefolkad. Det finns inga samhällen i närheten.